# 1308
1308 (MCCCVIII) je bilo prestopno leto, ki se je po julijanskem koledarju začelo na ponedeljek.

## Dogodki

### Burno dogajanje okoli viteških redov
- 5-15. maj - Tours: Zbor stanov podpre kralja Filipa IV. Lepega v boju proti templarjem.
- 12. avgust - Francija: papež Klemen V., marioneta francoskega kralja Filipa IV., izda bulo Faciens misericordiam, s katero skliče koncil za legalistični obračun z vitezi templarji. Za sklic koncila izbere mesto Vienne. 1311 ↔
- 13. november - Križniki zavzamejo Gdansk. Večinoma poljsko mesto je bilo razdeljeno med dve stranki, od katerih se je ena poslužila pomoči Brandenburžanov, ki so osvojili celotno Pomeranijo razen citadele v Gdanski, druga pa križnikov, ki Brandenburžane premagajo iz za svojo pomoč izstavijo visok račun. Ker meščani niso pripravljeni ugoditi križnikom, le-ti okupirajo Gdansk, kar še poveča nezadovoljstvo v mestu. Mesto se upre, vendar vitezi upor kmalu zatrejo. Sodobni zgodovinarji so razdeljeni, v kakšni meri se je zgodil pokol prebivalcev mesta, ki variira od števila 60 do 10.000. 1310 ↔
- Red vitezov hospitalcev nadaljuje z osvajanjem Rodosa in bližnjih otokov izpod turškega bejlika Mentese. 1309 ↔

### Britansko otočje
- 25. januar - Boulogne, Francija: poroka med angleškim kraljem Edvardom II. in 12 letno francosko princeso Izabelo. Kralj Edvard II. podeli regentska pooblastila za čas odsotnosti v Franciji svojemu zaupniku Piersu Gavestonu. Ta poteza povzroči trenja na angleškem dvoru in Cerkvi.
- 25. februar - Canterbury: kronanje Edvarda II. Angleškega in Izabele Francoske.
- prva polovica leta - Škotski kralj Robert Bruce huje zboli in se da na nosilih nositi od ene utrdbe do druge. Več kot tri četrt vojske ga zapusti, tako da mu ostane približno 700 vojščakov.

- april - Westminster: sklic Parlamenta zahteva izgon Piersa Gavestona. Omahljivega soproga kritizira tudi kraljica Izabela, ki zagrozi z očetom Filipom IV., zato Edvard II. naposled odpravi Gavestona na Irsko za podkralja.
- 23. maj - Bitka pri Inverurieju, prva vojna za škotsko neodvisnost: škotska vojska hudo bolnega kralja Roberta Brucea, ki je zdrknila na velikost bataljona, odbije slabo pripravljen napad mnogo večje vojske rivalske stranke Comynov. Ko je za Roberta Brucea videti že vse izgubljeno, bolnik zleze iz postelje, si obleče šlem, se pojavi na bojišču in preprosto stre moralo napadalcev, ki si niti niso želeli frontalnega spopada.
- Uničenje Buchanov: vodja Comynov grof Buchan pobegne v Anglijo in še istega leta umre. Robert Bruce v svetopisemskem duhu usode Amalečanov[1] uniči vse živo in neživo, kar pripada poraženim Comynom: pobije preostale Comynovce, ki jim ne uspe pobegniti, požge njihove gradove, domove, gospodarska poslopja, pobije živino, požge letino, itd.. Skratka, klan Comyn skoraj iztrebi.
- avgust - Edvard II. se sporazume s papežem Klemenom V. za vrnitev Gavestona v Anglijo, sam pa se zaveže, da bo v Angliji pomagal uničiti templarje.

### Države naslednice Mongolskega imperija
- Ilkanat: Genovčani požgejo svojo kolonijo Caffo, ki jo oblega kan Tohta, in jo zapustijo. Odnosi med Genovčani in Zlato hordo ostanejo napeti naslednjih nekaj let.
- Kanbalik/Dadu[2]: po letu dni potovanja prispejo trije od sedmih frančiškanskih misijonarjev v mongolsko/kitajsko prestolnico. Papeževo poverilno pismo s pečatnikom predajo tamkajšnjemu misijonarju Janezu iz Montecorvina, ki postane prvi nadškof Kanbalika.
- Čagatajski kanat: ni znano kako in zakaj umre mladi čagatajski kan Kundžik. Nasledi ga musliman Taliku, ki ni član kraljeve družine, in začne z množičnim spreobračanjem v islam. Ukrep je med prebivalstvom silno nepriljubljen. 1309 ↔
- Umrlega gruzijskega kralja Vahtanga III., ki je preko Ilkanata vladal zgolj mestu Tbilisi z okolico, nasledi rivalski kralj in brat David VIII., ki se je po tradiciji svojih pradedov ohranil neodvisnost v gorah južnega Kavkaza.
- Kitajska: osnovano je kasnejše budistično protimongolsko uporniško gibanje Beli Lotus, iz katerega izide kitajska dinastija Ming.
- Mongoli zatro še zadnje uporne Ainuje na Sahalinu.

### Ostalo
- 31. januar - Umrlega markiza mesta Ferrara Azza VIII. iz hiše d'Este nasledi mlajši brat Aldobrandino II. d'Este.
- 1. februar - Po smrti brandenburškega mejnega grofa Hermana Visokega marko Brandenburg-Salzwedel naprej samostojno vodi bratranec in sovladar Oton IV.
- 3. marec - Toulouse: touluški inkvizitor Bernard Gui vodi svoj prvi autodafe.
- 18. marec - Umrlega kralja Galicije-Volinije Jurija I. nasledita sinova Andrej in Leon II.
- 16. april - Umrlega grofa Berga Viljema I. nasledi nečak Adolf IX.
- 30. april - Habsburški družinski banket v Winterthurju: Ivan Švabski, sin sezonskega avstrijskega vojvode Rudolfa II.[3], zavrne spravno potezo nemškega kralja in strica Alberta I. ↓
- 1. maj → Ivan Švabski izkoristi nepazljivost nemškega kralja Alberta I., ki v momentu zapusti spremstvo, in ga umori. Morilcu uspe pobegniti, se skrivati ali pa je anonimno umorjen. Kronisti mu zaradi tega dejanja dajo neslavno ime Ivan Parricida.
  - Položaj avstrijskega in štajerskega vojvode nasledi njegov sin Friderik I., ki se mu ne uspe uveljaviti med volilnimi knezi, da bi ga izvolili za novega nemškega kralja.
- 4. julij - Vestfalija: umrlega grofa Marke Eberharda II. nasledi sin Engelbert II.
- 28. julij - Umrlega marinidskega sultana Abu Sabita Amirja nasledi mlajši brat Abu ar-Rabija.
- 8. september - Perugia, Papeška država: ustanovitev Univerze Perugia.
- 10. september - Umrlega japonskega cesarja Go-Nidža nasledi bratranec Hanazono.[4]
- 5. oktober - Po smrti atenskega vojvode Gvida II. de la Rocheja križarski baroni izvolijo za novega atenskega vojvodo briennskega grofa Valterja V.. Trenutek krize okoli nasledstva izrabijo sosednji Bizantinci, Tesalci in Epirci, ki napadejo vojvodino. 1309 ↔
- 27. november - S šestimi elektorskimi glasovi proti enemu je za novega nemškega kralja izvoljen luksemburški grof Henrik VII.[5] 1309 ↔

- Ogrska: transilvanski oligarh Ladislav Kán izpusti iz zapora madžarskega protikralja Otona III. Wittelsbaškega, ki se vrne nazaj na Bavarsko, z zaplenjeno krono pa še naprej izsiljuje edinega preostalega pretendenta anžujskega princa Karla Roberta.↓
- december → Sinoda pod vodstvom papeškega legata potrdi Karla Roberta za kralja Ogrske in zahteva Krono Svetega Štefana od Ladislava Kána, kar le-ta zavrne. Večini madžarskega plemstva ustreza aktualno stanje anarhije. 1309 ↔
- 16. december - Umrlega vietnamskega cesarja Tran Nhan Tonga nasledi sin Tran Anh Tong.
- 21. december - Po smrti Henrika I. Hessenškega se Deželna grofija Hessen razdeli med sinova Otona I. (Zgornji Hessen) in Ivana (Spodnji Hessen).
- 22. december - Kmerski kralj Indravarman III. abdicira in se umakne v samostan. Nasledi ga  Indradžajavarman.
- Švedska, Danska: poniževanje švedskega kralja Birgerja Magnussona, ki ga držita zaprtega mlajša, a sposobnejša brata, se ne konča. V konflikt naposled poseže danski kralj Erik Menved. Brata kralja izpustita, prej pa ga še razlastita, zato se kralj zateče na Dansko.
- Umrlega sardinskega vladarja Arboreje Andreja nasledi mlajši brat Marijan III.
- Bizantinsko cesarstvo: cesar Andronik II. Paleolog pošlje nad hudodelsko Katalonsko združbo, ki je plenila po Trakiji in Makedoniji, generala Handrena. 1309 ↔

## Rojstva
- 2. maj - Ivana III., burgundska grofica († 1349)
- 26. julij - Štefan Dušan (Štefan Uroš IV. Dušan Nemanjić, Dušan Silni), srbski car ( † 1355)

Neznan datum
- Gaston II., francoski plemič, grof Foixa († 1343)
- Henrik II., mejni grof Brandenburg-Stendala († 1320)
- Ivan Štefan, bolgarski car († 1373)
- Longčempa, tibetanski budistični učenjak († 1363)
- Mastino II. della Scala, vladar Verone († 1351)
- Michele Morosini, 61. beneški dož († 1382)
- Orcagna, florentinski slikar, kipar, arhitekt († 1368)
- princ Morijoši, japonski šogun († 1335)
- Wang Meng, kitajski slikar († 1358)

## Smrti
- 31. januar - Azzo VIII. d'Este, markiz Ferrare
- 1. februar - Herman Brandenburški, mejni grof Brandenburg-Salzwedela (* 1275)
- 18. marec - Jurij I. Galicijski, kralj Galicije-Volinije (* 1252)
- 16. april - Viljem I., nemški plemič, grof Berga (* 1242)
- 1. maj - Albert I. Habsburški, avstrijski vojvoda, nemški kralj (* 1255)
- 4. julij - Eberhard II., nemški plemič, grof Marke (* 1255)
- 28. julij - Abu Sabit Amir, marinidski sultan (* 1283)
- 18. avgust - Klara iz Montefalca, italijanska avguštinska opatinja, svetnica (* 1268)
- 4. september - Margareta Burgundska, sicilska in neapeljska kraljica (* 1250)
- 10. september - cesar Go-Nidžo, 94. japonski cesar (* 1285)
- 5. oktober - Gvido II. de la Roche, atenski vojvoda (* 1280)
- 6. oktober - Corso Donati, florentinski gvelf, član signorije
- 8. november - Janez Duns Skot, Doctor Subtilis, škotski teolog in filozof (* 1266)
- 16. december - Tran Nhan Tong, vietnamski cesar (* 1258)
- 21. december - Henrik I., deželni grof Hessena (* 1244)

Neznan datum
- Andrea Morisco, genovski pirat, bizantinski gusar
- Andreotto di Arborea, sardinski vladar Arboreje
- Indravarman III., kmerski kralj
- Jakob iz Viterba, Doctor speculativus, italijanski teolog in filozof (* 1255)
- John Comyn, škotski plemič, grof Buchan
- Rihard iz Middletona, francoski frančiškan, teolog in filozof (* 1249)
- Smbat I. Kilikijski, kralj Kilikijske Armenije (* 1277)
- Tran Nhan Tong, vietnamski kralj (* 1258)
- Vahtang III., gruzijski kralj (* 1276)